# Рубче (Рівненський район)
Ру́бче — село в Городоцькій сільській громаді Рівненського району Рівненської області України. Населення становить 172 осіб.   

## Символіка
Символи затверджені 20 грудня 2024 року рішенням Городоцької сільської ради. Автори – А. Гречило та Ю. Терлецький.

### Герб
У зеленому полі скошені навхрест дві срібні сокири із золотими топорищами, ялиноподібним січенням відділена срібна глава.
Сокири означають деревообробні промисли та вказують на одну з версій про походження назви села (герб є напівпромовистим). Ялиноподібне січення і зелене поле символізують багаті і щедрі ліси. Срібне поле уособлює річку Горинь.

### Прапор
Квадратне полотнище, розділене ялиноподібно діагонально з нижнього кута від древка до верхнього вільного кута на біле та зелене поля (співвідношення їхніх висот по діагоналі становить 1:2), на зеленому полі – покладені навхрест дві білі сокири з жовтими топорищами.

## Історія
Відомо, що 1 липня 1517 року в селі Рубче було складено угоду між Іваном Івановичем князем Корецьким, його дружиною Федькою та Федором Михайловичем князем Чорторийським за якою останній купував маєток Суськ за 25 коп грошей.

## Населення

### Мова
Розподіл населення за рідною мовою за даними перепису 2001 року:
| Мова       | Кількість | Відсоток |
| ---------- | --------- | -------- |
| українська | 170       | 98.84%   |
| російська  | 2         | 1.16%    |
| Усього     | 172       | 100%     |